# غوليلمو بسنتي
غوليلمو بسنتي (بالإيطالية: Guglielmo Pesenti)‏ مواليد 18 ديسمبر 1933 في إيطاليا - الوفاة 12 يوليو 2002 في بيرغامو، كان دراج إيطالي. سبق أن شارك في دورة الألعاب الأولمبية الصيفية وفاز بميدالية أولمبية.

## الميداليات
| الميدالية | المسابقة                       |
| --------- | ------------------------------ |
| فضية      | الألعاب الأولمبية الصيفية 1956 |

## روابط خارجية
- غوليلمو بسنتي على موقع أرشيف الدراجات (الإنجليزية)
- غوليلمو بسنتي على موقع CycleBase (الإنجليزية)
- غوليلمو بسنتي على موقع أوليمبيديا (الإنجليزية)
- غوليلمو بسنتي على موقع اللجنة الأولمبية الإيطالية (الإيطالية)